# František Mysliveček
František Mysliveček (nacido el 19 de junio de 1965) es un exfutbolista checo que se desempeñaba como centrocampista.
Jugó para clubes como el JEF United Ichihara, Ventforet Kofu, Brummell Sendai y Teplice.

## Trayectoria

### Clubes
| Club                | País            | Año         |
| ------------------- | --------------- | ----------- |
| JEF United Ichihara | Japón           | 1992 - 1994 |
| Ventforet Kofu      | Japón           | 1995        |
| Brummell Sendai     | Japón           | 1996        |
| Teplice             | República Checa | 1996 - 1997 |